# بيه سان بول (كيبك)
بيه سان بول (بالإنجليزية: Baie-Saint-Paul)‏ هي بلدة و بلدية محلية في كيبيك تقع في كندا في بلدية مقاطعة شارليفوا الإقليمية ‏. يقدر عدد سكانها بـ 7,332 نسمة ومساحتها 563.70 كم2 .

## المناخ
يظهر الجدول التالي التغييرات المناخية على مدار السنة لبيه سان بول:
| البيانات المناخية لـبيه سان بول    | البيانات المناخية لـبيه سان بول | البيانات المناخية لـبيه سان بول | البيانات المناخية لـبيه سان بول | البيانات المناخية لـبيه سان بول | البيانات المناخية لـبيه سان بول | البيانات المناخية لـبيه سان بول | البيانات المناخية لـبيه سان بول | البيانات المناخية لـبيه سان بول | البيانات المناخية لـبيه سان بول | البيانات المناخية لـبيه سان بول | البيانات المناخية لـبيه سان بول | البيانات المناخية لـبيه سان بول | البيانات المناخية لـبيه سان بول |
| الشهر                              | يناير                           | فبراير                          | مارس                            | أبريل                           | مايو                            | يونيو                           | يوليو                           | أغسطس                           | سبتمبر                          | أكتوبر                          | نوفمبر                          | ديسمبر                          | المعدل السنوي                   |
| ---------------------------------- | ------------------------------- | ------------------------------- | ------------------------------- | ------------------------------- | ------------------------------- | ------------------------------- | ------------------------------- | ------------------------------- | ------------------------------- | ------------------------------- | ------------------------------- | ------------------------------- | ------------------------------- |
| الدرجة القصوى °م (°ف)              | 11.0 (51.8)                     | 12.0 (53.6)                     | 16.0 (60.8)                     | 30.0 (86.0)                     | 35.5 (95.9)                     | 33.9 (93.0)                     | 35.6 (96.1)                     | 34.0 (93.2)                     | 33.0 (91.4)                     | 25.0 (77.0)                     | 18.5 (65.3)                     | 13.5 (56.3)                     | 35.6 (96.1)                     |
| متوسط درجة الحرارة الكبرى °م (°ف)  | −6.9 (19.6)                     | −4.5 (23.9)                     | 0.7 (33.3)                      | 7.4 (45.3)                      | 15.6 (60.1)                     | 21.2 (70.2)                     | 23.9 (75.0)                     | 22.5 (72.5)                     | 17.3 (63.1)                     | 10.8 (51.4)                     | 3.5 (38.3)                      | −3.8 (25.2)                     | 9.0 (48.2)                      |
| المتوسط اليومي °م (°ف)             | −12.5 (9.5)                     | −10.2 (13.6)                    | −4.4 (24.1)                     | 2.9 (37.2)                      | 10.1 (50.2)                     | 15.6 (60.1)                     | 18.5 (65.3)                     | 17.1 (62.8)                     | 12.2 (54.0)                     | 6.3 (43.3)                      | −0.5 (31.1)                     | −8.7 (16.3)                     | 3.9 (39.0)                      |
| متوسط درجة الحرارة الصغرى °م (°ف)  | −18.2 (−0.8)                    | −16 (3)                         | −9.5 (14.9)                     | −1.6 (29.1)                     | 4.5 (40.1)                      | 10.0 (50.0)                     | 12.9 (55.2)                     | 11.7 (53.1)                     | 7.1 (44.8)                      | 1.8 (35.2)                      | −4.4 (24.1)                     | −13.5 (7.7)                     | −1.3 (29.7)                     |
| أدنى درجة حرارة °م (°ف)            | −36 (−33)                       | −34.4 (−29.9)                   | −32 (−26)                       | −18 (0)                         | −6.7 (19.9)                     | −0.5 (31.1)                     | 2.8 (37.0)                      | 0.5 (32.9)                      | −5 (23)                         | −9 (16)                         | −23.9 (−11.0)                   | −33 (−27)                       | −36 (−33)                       |
| الهطول مم (إنش)                    | 74.1 (2.92)                     | 63.0 (2.48)                     | 83.5 (3.29)                     | 94.6 (3.72)                     | 95.5 (3.76)                     | 94.7 (3.73)                     | 86.3 (3.40)                     | 85.9 (3.38)                     | 83.4 (3.28)                     | 80.3 (3.16)                     | 79.1 (3.11)                     | 78.8 (3.10)                     | 999.3 (39.34)                   |
| معدل هطول الأمطار مم (إنش)         | 14.0 (0.55)                     | 12.7 (0.50)                     | 39.2 (1.54)                     | 76.1 (3.00)                     | 95.0 (3.74)                     | 94.7 (3.73)                     | 86.3 (3.40)                     | 85.9 (3.38)                     | 83.4 (3.28)                     | 78.5 (3.09)                     | 53.0 (2.09)                     | 9.4 (0.37)                      | 728.0 (28.66)                   |
| متوسط تساقط الثلوج سم (إنش)        | 60.2 (23.7)                     | 50.4 (19.8)                     | 44.3 (17.4)                     | 17.1 (6.7)                      | 0.5 (0.2)                       | 0 (0)                           | 0 (0)                           | 0 (0)                           | 0 (0)                           | 1.7 (0.7)                       | 26.1 (10.3)                     | 69.4 (27.3)                     | 269.8 (106.2)                   |
| متوسط أيام هطول الأمطار (≥ 0.2 mm) | 9.7                             | 7.1                             | 9.4                             | 10.3                            | 11.7                            | 12.5                            | 13.1                            | 13.3                            | 11.1                            | 10.9                            | 9.6                             | 10.5                            | 129.3                           |
| متوسط الأيام الممطرة (≥ 0.2 mm)    | 1.5                             | 1.0                             | 4.1                             | 8.9                             | 11.7                            | 12.5                            | 13.1                            | 13.3                            | 11.1                            | 10.7                            | 6.3                             | 1.9                             | 96.2                            |
| متوسط الأيام المثلجة (≥ 0.2 cm)    | 8.9                             | 6.3                             | 6.3                             | 2.6                             | 0.07                            | 0                               | 0                               | 0                               | 0                               | 0.41                            | 3.9                             | 9.4                             | 37.8                            |
| المصدر: Environment Canada         |                                 |                                 |                                 |                                 |                                 |                                 |                                 |                                 |                                 |                                 |                                 |                                 |                                 |

## أعلام
- برونو كوتيه
- رينيه ريتشارد